# 大同观音堂
40°06′04″N 113°11′49″E / 40.10111°N 113.19694°E
大同观音堂位于山西省大同市云冈区城西7.5公里的同云公路北边的一座小山岗上，1996年被列为山西省文物保护单位，2013年被列为第七批全国重点文物保护单位。
观音堂始建于辽代，现存的建筑为清顺治八年（1651年）重建。现存影壁、戏台、正殿（观音堂）、三真殿等建筑。
- 大同观音堂正殿中心观音菩萨造像群
- 大同观音堂正殿中心辽代观音菩萨造像上半身
- 大同观音堂殿中心观音右侧两尊辽代胁侍菩萨造像
- 大同观音堂殿中心观音左侧两尊辽代胁侍菩萨造像
- 大同观音堂殿左侧辽代五尊造像
- 大同观音堂殿右侧五尊辽代造像
- 大同观音堂殿左侧辽代步掷明王和力士造像
- 大同观音堂殿左侧辽代不动明王和步掷明王和力士造像
- 大同观音堂殿左侧辽代大威德明王和不动明王和步掷明王造像
- 大同观音堂殿左侧辽代无能胜明王和大威德明王和不动明王造像
- 大同观音堂殿右侧辽代力士造像
- 大同观音堂殿右侧辽代大轮明王和降三世明王造像
- 大同观音堂殿右侧辽代马头明王与大笑明王造像
- 大同观音堂殿右侧辽代大笑明王和大轮明王和降三世明王造像
- 戏台和拱门
- 全景
- 戏台和拱门
- 影壁南面
- 影壁北面
- 山门
- 钟亭
- 鼓亭
- 正殿
- 正殿
- 正殿和三真殿
- 三真殿